# حيدر الهبيلي
الشريف حيدر بن صالح بن ناصر الهبيلي قائد، عسكري، سياسي.

## نسبه
هاشمي ينتسب إلى آل مقبل،  وهم أشراف حسينيون نسبهم إلى الحسن بن علي بن ابي طالب   حكموا إمارة بيحان ويرجع نسبهم إلى الشريف حمزة بن هاشم بن عبد الرحمن الذي قام محتسبا باالأمر بالمعروف والنهي عن والمنكر في أيام علي بن محمد الصليحي. 

## تعليمه
درس الابتدائية والمتوسطة في مديرية (بيحان) في محافظة شبوة، ثم انتقل إلى مدينة عدن ود درس مرحلة الثانوية في عدن، ثم التحق سنة 1376هـ/1956م بالكلية الحربية الأردنية، وحصل على دورات عديدة في الأردن عام 1382هـ/1962م، وفي العام التالي حصل على دورة في اللغة الإنجليزية في بريطانيا، وعلى دورات عسكرية عديدة، ثم التحق بالجيش البريطاني المتواجد في ألمانيا الغربية، وحصل على درجة الماجستير في العلوم العسكرية عام 1385هـ/1965م.

## المناصب
قلد مناصب عديدة إذ تعيَّن قائدًا لجناح التدريب للحرس الاتحادي عام 1378هـ/1958م، ثم قائدًا للمنطقة الشرقية عام 1380هـ/1960م، ثم قائدًا للمنطقة الغربية عام 1383هـ/1963م، ثم قائدًا لحرس الاتحاد عام 1383هـ/1965م، ثم رئيسًا لهيئة الأركان العامة للجيش عام 1387هـ/1967م، عقب توحيد الجيش وحرس الاتحاد في كيان عسكري واحد سمي: (جيش الجنوب العربي).
وبعد استقلال جنوب اليمن عام 1387هـ/1967م، نزح إلى المناطق الشمالية، وتولى سنة 1388هـ/1968م قيادة جيش (الوحدة اليمنية) المسلح الذي ثم تشكيله ضد السلطات الشمولية في جنوب اليمن، وفي عام 1401هـ/1981م تم توحيد الوحدات العسكرية المعارضة للنظام الماركسي في جنوب اليمن آنذاك في كيان عسكري واحد عرف بـ (قوة السلام)، وتعيَّن صاحب الترجمة قائدًا لهذه القوة حتى تحقيق الوحدة اليمنية عام 1410هـ/1990م شارك في عمليه عاصفة الصحراء ، وتحصل اللواء على وسام التحرير ، وهو من أندر الأوسمة في السعودية، في عام 1994 م غادر اللواء السعودية الى جنوب اليمن المكلا بحرا ثم انضم للقوات الجنوبية التي تحارب الشمال ، عقب العديد من الوساطات غادر الهبيلي إلى صنعاء للحصول على مغريات جديدة والدخول في دولة الوحدة عقب سقوط عدن  ثم استقر في مدينة صنعاء، وتعيَّن عام 1415هـ/1995م مستشارًا لرئيس الجمهورية، وفي سنة 1417هـ/1997م تعيَّن عضوًا في المجلس الاستشاري، وفي عام 1422هـ/2001م تعيَّن عضوًا في مجلس الشورى. 
له أربعة أولاد: ابنان وبنتان، وقد ترقى في رتبته العسكرية حتى رتبة (لواء).

## امارة بيحان
إمارة بيحان هي إحدى كيانات محمية عدن البريطانية. انضمت لاحقاً لاتحاد الجنوب العربي عام 1963. عاصمتها سوق عبد الله وتسمى اليوم بيحان.
شهدت أمارت بيحان تقدم كبير في مجال الحقوق والتنمية الاقتصادية. منذ الأربعينيات والخمسينات بدأ طيران عدن بتشغيل مطار بيحان. أصبحت أمارة بيحان عضواً مؤسساً لاتحاد إمارات الجنوب العربي في عام 1959 الذي خلفه اتحاد الجنوب العربي عام 1963. آخر أمرائها من الاشراف من أسرة الهبيلي وآخر حكامها الأمير الشريف صالح بن حسين الهبيلي حيث خلع من منصبه بعد استلام يمنيين قوميين السلطة في عدن عام30 نوفمبر 1967 والجنوب العربي بدايات 1968 ألغيت الأمارة وتم نفي الأمير الشريف صالح بن حسين الهبيلي والمئات من سكان الامارة إلى الطائف في المملكة العربية السعودية. في ذات العام أعلن القوميين اليمنيين جمهورية اليمن الديمقراطية الشعبية ثم الجمهورية اليمنية.

## اشراف بيحان
- الأمير مقبل بن حسين (الشريف)
- االامير حسين بن مقبل
- الامير عوض بن حسين بن مقبل
- الامير عبدالله بن عوض بن حسين
- الامير الهبيلي بن حسين
- الامير احمد بن الهبيلي
- الامير مبارك بن ضيف الله الهبيلي
- الامير محسن مبارك بن ضيف الله
- الامير منصر محسن مبارك
- الامير احمد محسن مبارك
- الامير صالح بن حسين بن احمد
- الامير خالد بن صالح